# Sarah Marshall
Sarah Lynne Marshall (Londres, 25 de mayo de 1933 - Los Ángeles, 18 de enero de 2014) fue una actriz de teatro, televisión y cine británica, hija de los actores Herbert Marshall y Edna Best.
Fue nominada para el premio Tony en 1960 por su papel en la obra de George Axelrod, Goodbye, Charlie. Ese mismo año Marshall también tuvo un papel protagonista en Alfred Hitchcock Presenta como "Poopsie" en "The Baby Blue Expression". A lo largo de la década de 1960, apareció en una variedad de series de televisión, incluyendo The Twilight Zone, F Troop, Superagente 86, y Star Trek. Fue estrella invitada en tres episodios de la serie de la NBC Daniel Boone: "Cry of Gold" (1965), "Take the Southbound Stage" (1967), y "Hero's Welcome" (1968). Desde la década de 1970, apareció en numerosas series de televisión y en varias películas.
Marshall, de 80 años, murió en Los Ángeles (California, EE. UU.) el 18 de enero de 2014, después de una larga batalla contra el cáncer.